# Perizoma
Genre
Perizoma est un genre de lépidoptères (papillons) de la famille des Geometridae.

## Principales espèces(à compléter)
- Perizoma affinitata (Stephens, 1831) - Périzome contrastée
- Perizoma albulata (Denis & Schiffermüller, 1775)
- Perizoma alchemillata (Linnaeus, 1758) - Périzome coupée ou Mélanippe coupée
- Perizoma basaliata (Walker)
- Perizoma bifaciata (Haworth, 1809)
- Perizoma blandiata (Denis & Schiffermüller, 1775)
- Perizoma flavofasciata (Thunberg, 1792)
- Perizoma hydrata (Treitschke, 1829)
- Perizoma incultaria (Herrich-Schäffer, 1848)
- Perizoma juracolaria (Wehrli, 1919)
- Perizoma lugdunaria (Herrich-Schäffer, 1855)
- Perizoma minorata (Treitschke, 1829)
- Perizoma obsoletata (Herrich-Schäffer, 1838)